# John Ray
John Ray, až do roku 1670 uváděný pod jménem John Wray (29. listopadu 1627, Black Notley, Essex – 17. ledna 1705, tamtéž), byl anglický přírodovědec.
Napsal několik významných prací o rostlinách, živočiších a o přirozené theologii. Jeho klasifikace rostlin v díle Historia Plantarum značně přispěla k moderní taxonomii. Od začátku odmítal systém dichotomického vztahu a rostliny na místo toho klasifikoval podle vzhledu a vzájemných rozdílů, které zaznamenal při pozorování. Tím značně urychlil vědecký empirismus. Vytvořil také pojem druh.